# Pheidole striaticeps
Pheidole striaticeps är en myrart som beskrevs av Mayr 1870. Pheidole striaticeps ingår i släktet Pheidole och familjen myror. Inga underarter finns listade i Catalogue of Life.

## Bildgalleri

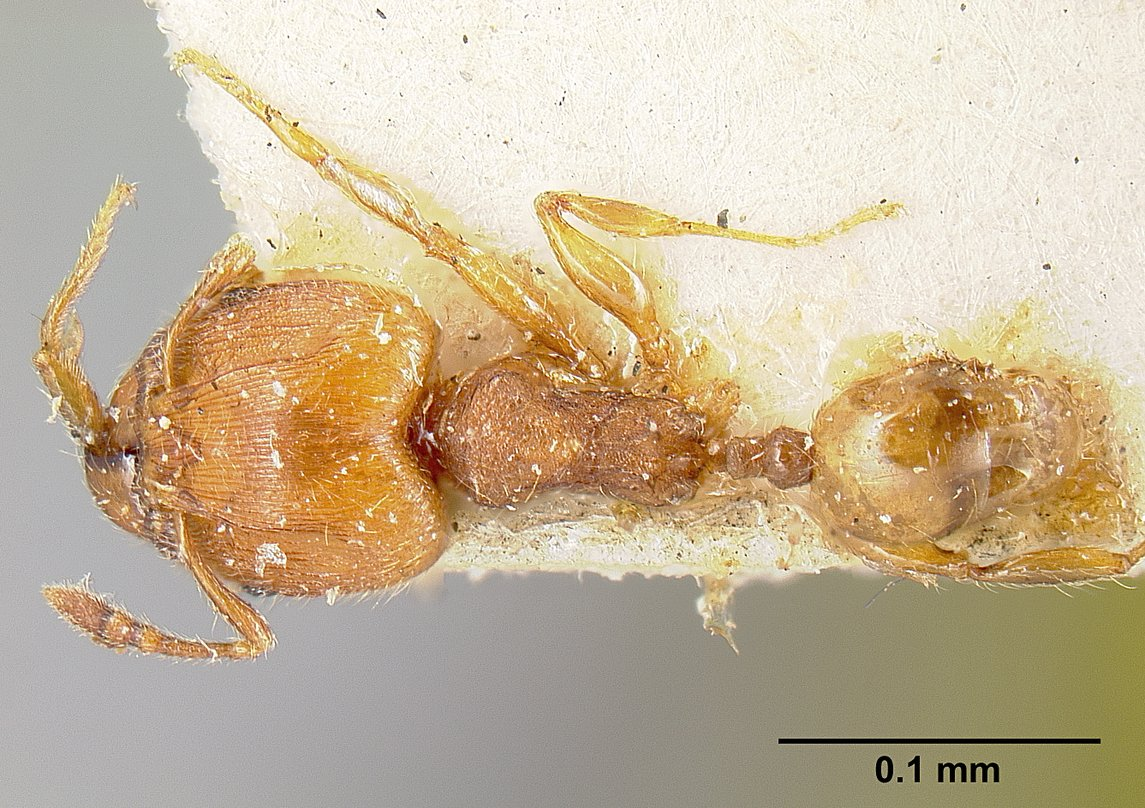
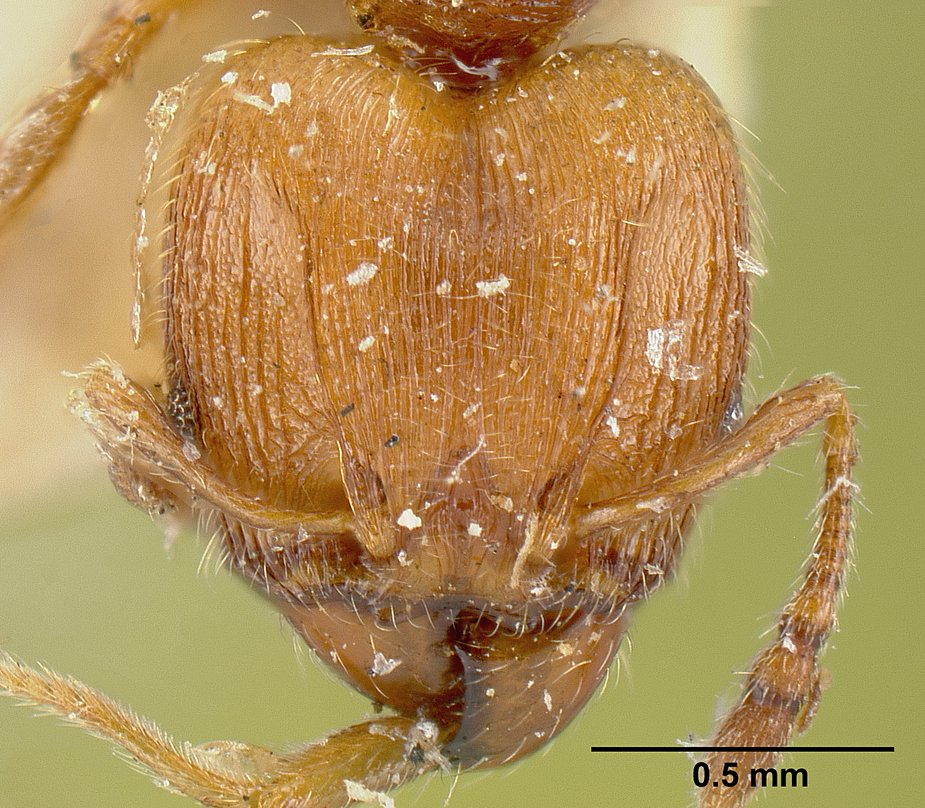
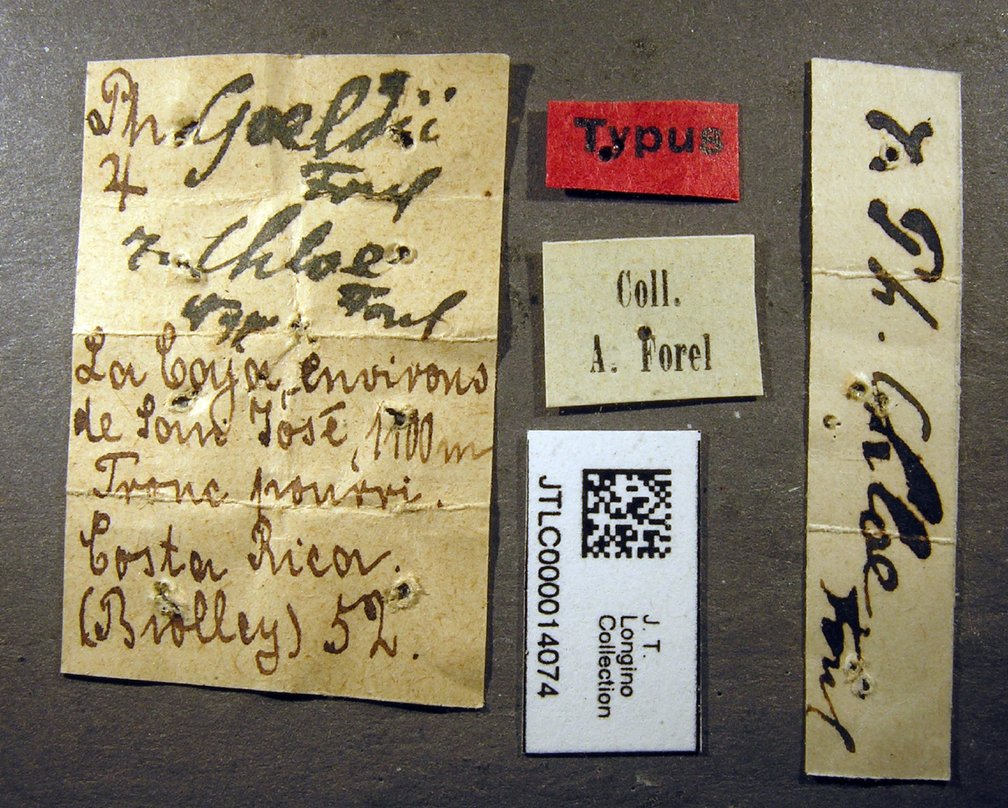
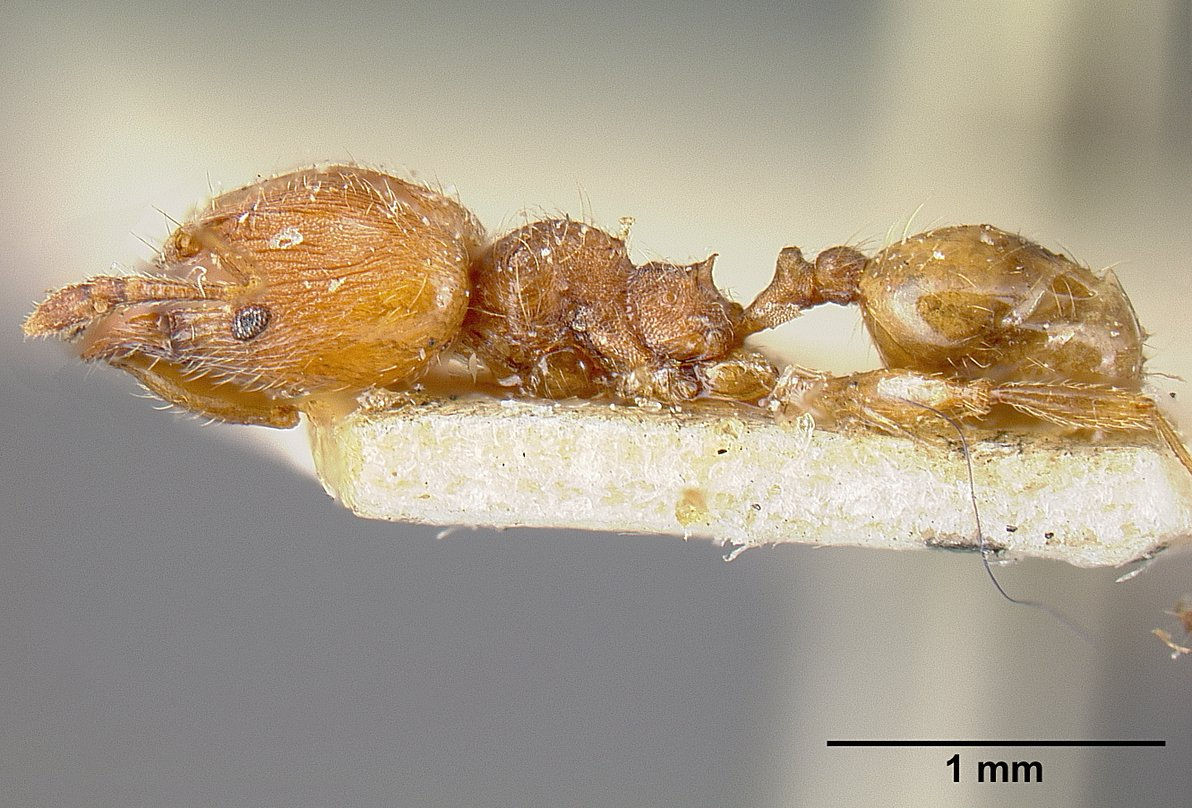
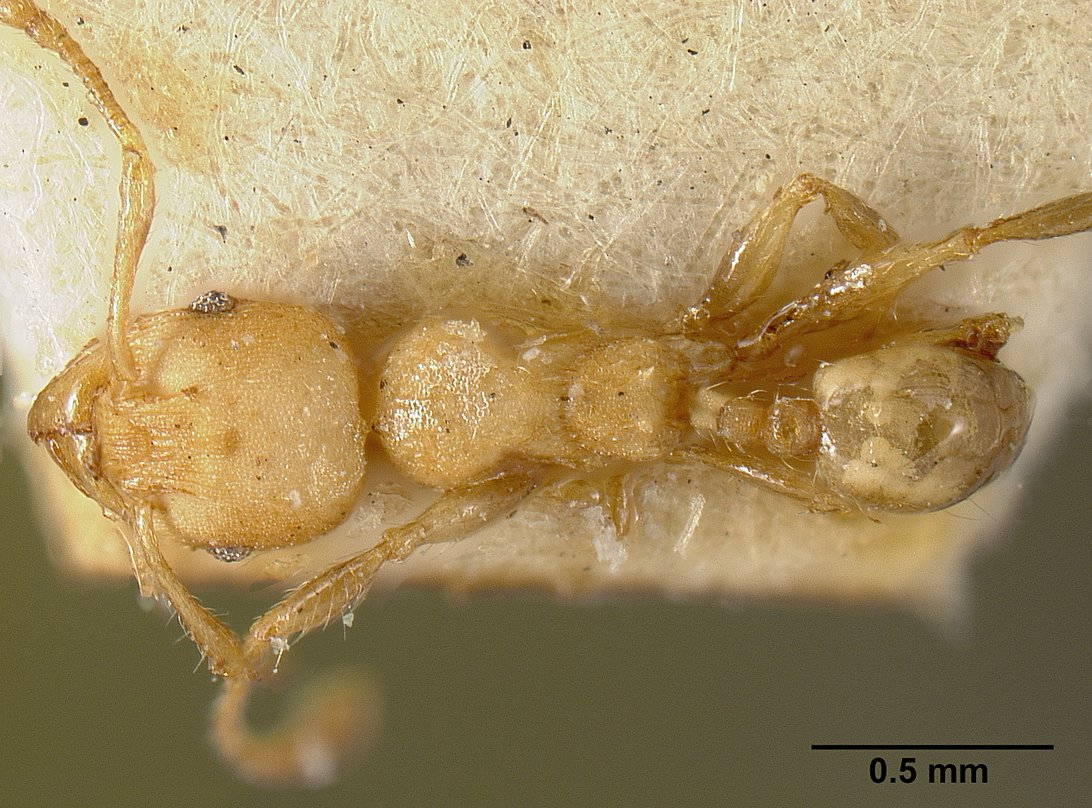
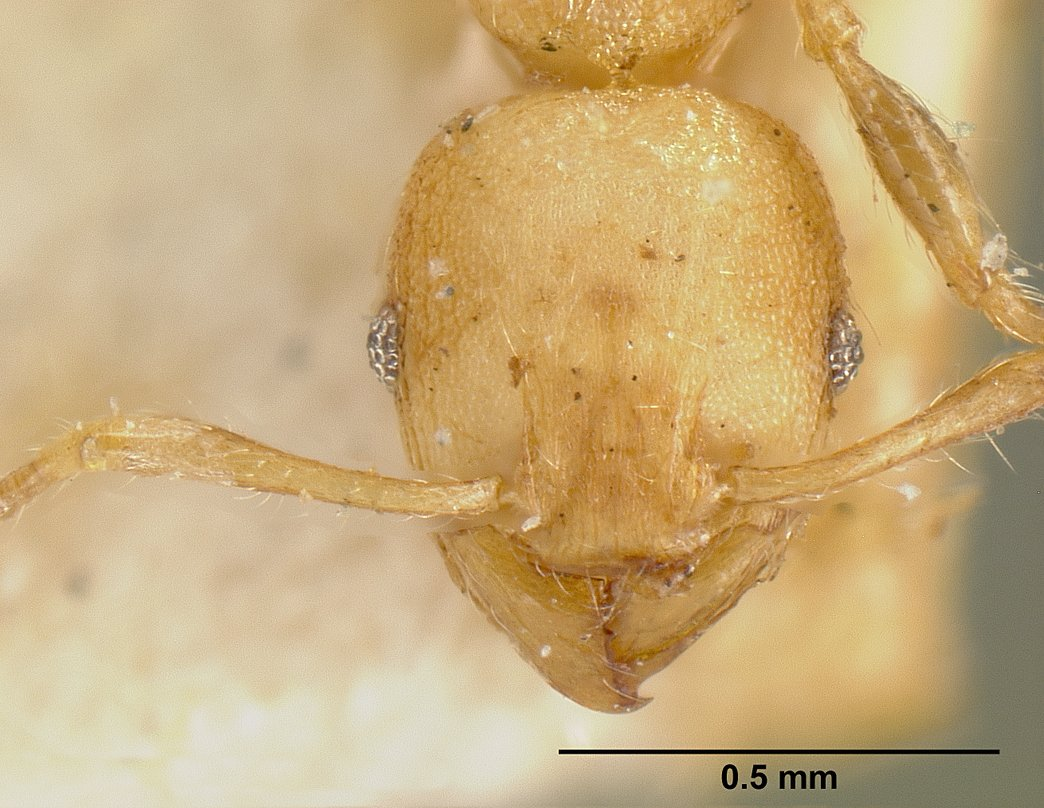